# Гаффі (Колорадо)
Гаффі (англ. Guffey) — переписна місцевість (CDP) в США, в окрузі Парк штату Колорадо. Населення — 111 особа (2020).

## Географія
Гаффі розташоване за координатами 38°45′37″ пн. ш. 105°30′35″ зх. д. / 38.76028° пн. ш. 105.50972° зх. д. (38.760144, -105.509768).  За даними Бюро перепису населення США в 2010 році переписна місцевість мала площу 22,51 км², з яких 22,47 км² — суходіл та 0,05 км² — водойми.

## Демографія
Згідно з переписом 2010 року, у переписній місцевості мешкало 98 осіб у 59 домогосподарствах у складі 26 родин. Густота населення становила 4 особи/км².  Було 114 помешкання (5/км²).
Расовий склад населення:
| - 98,0 % — білих - 1,0 % — вихідців з тихоокеанських островів |

До двох чи більше рас належало 1,0 %. Частка іспаномовних становила 1,0 % від усіх жителів.
За віковим діапазоном населення розподілялося таким чином: 7,1 % — особи молодші 18 років, 73,5 % — особи у віці 18—64 років, 19,4 % — особи у віці 65 років та старші. Медіана віку мешканця становила 58,3 року. На 100 осіб жіночої статі у переписній місцевості припадало 84,9 чоловіків;  на 100 жінок у віці від 18 років та старших — 85,7 чоловіків також старших 18 років.
Цивільне працевлаштоване населення становило 21 осіб. Основні галузі зайнятості: освіта, охорона здоров'я та соціальна допомога — 57,1 %.